# Yilehuli Shan
Yilehuli Shan (Ilchuri Aliń; chiń. upr. 伊勒呼里山; chiń. trad. 伊勒呼裡山; pinyin Yīlèhūli Shān) – pasmo górskie w północno-wschodnich Chinach, na granicy Mongolii Wewnętrznej i Heilongjiangu, przedłużenie Wielkiego Chinganu. Rozciąga się na długości ok. 200 km i łączy północną część Wielkiego Chinganu z Małym Chinganem. Najwyższy szczyt sięga 1290 m n.p.m. Pasmo zbudowane jest z gnejsów, granitów i młodych skał wulkanicznych. Wzdłuż północnych i południowych przedgórzy występują pasy uskoków tektonicznych. Zbocza południowe porośnięte są lasami brzozowymi i dębowymi, natomiast północne tajgą modrzewiową. Występuje także wieczna zmarzlina, która osiąga miejscami 50 m grubości.